# Фелікс Мендельсон

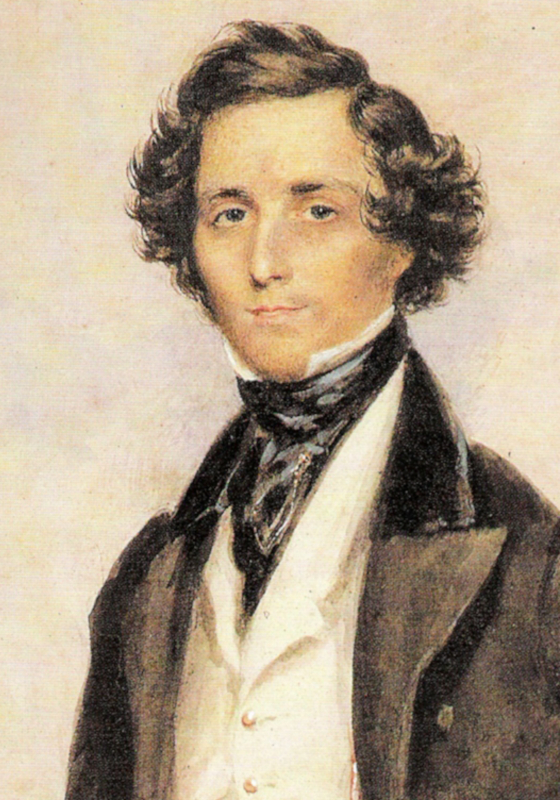
Фелікс Мендельсон

Фе́лікс Мендельсо́н (нім. Felix Mendelssohn, повне ім'я Jakob Ludwig Felix Mendelssohn Bartholdy — Я́коб Лю́двіг Фе́лікс Ме́ндельсон-Барто́льді; 3 лютого 1809 — 4 листопада 1847) — німецький композитор епохи романтизму, диригент, музично-громадський діяч.

## Біографія
Народився 3 лютого 1809 році у Гамбурзі, в сім'ї банкіра Абрагама Мендельсона, який разом з дружиною Лією прийняли лютеранство, і їхні діти були охрещені під прізвищем Мендельсон — Бартольді. Мав сестру Фанні Мендельсон. Дід Фелікса — Мозес Мендельсон був відомим у Німеччині філософом. 1812 року родина Мендельсонів переїхала до Берліна, де у 1817 році Фелікс почав займатися музикою з К. Цельтером. У 1821 році він познайомився з Й.-В. Ґете.
На формування естетичних поглядів Мендельсона значно вплинуло спілкування з видатними представниками наукової й художньої думки (В. Гумбольдт, Г. Гайне, Е. Т. А. Гофманн, К. М. Вебер, Н. Паґаніні); велику роль у становленні майбутнього композитора мав багаторічний контакт із Ґете, який прищепив Мендельсонові симпатії до класичного мистецтва, а також курс лекцій Г. Геґеля з естетики, які Мендельсон прослухав у Берлінському університеті.
Створення увертюри до комедії В. Шекспіра «Сон у літню ніч» (1826) — свідчення ранньої творчої зрілості Мендельсона. У 1829 році під батутою Мендельсона було виконано «Страсті за Матвієм» Й.-С. Баха, що стало справжньою подією, оскільки «Страсті» довгий час були забуті і не виконувалися. Одночасно Мендельсон здобував славу композитора, піаніста, скрипаля. У 1829—1832 роках композитор подорожував Європою, враження від мандрівок знайшли відгук в «Італійській», «Шотландській» симфоніях та інших творах.
У 1833 році Мендельсон керував Нижньорейнськими музичними фестивалями, у 1833—1835 роках музик-директор у Дюссельдорфі (під диригуванням Мендельсона вперше виконано багато творів Г.-Ф. Генделя, Й.-С. Баха, В. А. Моцарта, Л. Бетховена). З 1835 року — диригент і керівник оркестру Гевандгаусу в Лейпцигу, який завдяки Мендельсонові здобув світову популярність. У 1843 році з ініціативи Мендельсона відкрилася Лейпцизька консерваторія.
Серед його учнів — бельгійський скрипаль і музичний педагог Юбер Леонар.

## Творчість
Ф. Мендельсон — один з найвизначніших представників німецького романтизму, тісно пов'язаний із класичними традиціями (естетична позиція Мендельсона — засновника ляйпціґської школи — вирізнялася орієнтацією на класичні зразки, проте він шукав нові типи виразності. Музика Мендельсона відрізняється прагненням до ясності й урівноваженості, їй властиві елегійність тону, опора на побутові форми музикування й інтонації німецької народної пісні («Пісні без слів» для фортепіано та ін.). Специфічна для Мендельсона образна сфера — витончена фантастична «скерцозність» (увертюра з музики до п'єси «Сон у літню ніч» та ін.). Виконавський стиль Мендельсона-піаніста, противника поверхової віртуозності, вплинув на його інструментальну музику (концерти, ансамблі та ін.). Один із творців романтичного симфонізму, Мендельсон збагатив його жанром програмної концертної увертюри («Морська тиша й щасливе плавання», 1832, і ін.).

### Список творів
Опери та зингшпілі
- «Два племінники, або Дядечко з Бостона»
- «Весілля Камачо»
- «Любов солдата»
- «Два педагоги»
- «Бродячі комедіанти»
- «Повернення з чужини» (перероблено у вокальний цикл, op. 89; 1829)

Ораторії
- «Павло», op. 36 (1835)
- «Ілія», op. 70 (1846)
- «Христос», op. 97 (не закінчена)
- Te Deum

Кантати
- «Christe, Du Lamm Gottes» (1827)
- «O Haupt voll Blut und Wunden» (1830)
- «Vom Himmel hoch» (1831)
- «Wir glauben all» (1831)
- «Ach Gott vom Himmel sieh darein» (1832)
- «Вальпургієва ніч», op. 60
- «Святкові піснеспіви», op. 68 (1840)
- «Wer nur den lieben Gott lasst walten» (1829)

Оркестрові твори
- 12 симфоній для струнного оркестру (1821—1823)
- Симфонія № 1 c-moll op. 11, (1824)
- Симфонія № 2 B-dur (симфонія-кантата «Похвальна пісня»), op. 52 (1840)
- Симфонія № 3 a-moll («Шотландська»), op. 56 (1842)
- Симфонія № 4 A-dur («Італійська»), op. 90 (1833)
- Симфонія № 5 d-moll («реформаційна»), op. 107 (1832)

- Увертюра C-Dur («Увертюра з трубами»), op. 101 (1825)
- Увертюра «Сон літньої ночі», op. 21 (1826/1831)
- Увертюра «Казка про прекрасну Мелузіна», op. 32 (1833)
- Увертюра «Гебриди, або Фінгалова печера», op. 26 (1832)
- Увертюра «Морська тиша й щасливе плавання», op. 27 (1828/1833/1834)
- Увертюра «Рюї Блаз», op. 95 (1839)

- Музика до трагедії «Антігона», op. 55 (1841)
- Музика до комедії «Сон літньої ночі», op. 61 (1843) (включає Весільний марш)
- Музика до п'єси «Атал», op. 74 (1843—1845)
- Музика до трагедії «Едіп», op. 93 (1845)
- Музика до п'єси «Лорелея», op. 98 (1845)

Концерти
- Концерт для скрипки з оркестром d-moll (1822)
- Концерт для скрипки з оркестром e-moll op. 64 (1838, друга редакція 1844)
- Концерт для фортепіано з оркестром a-moll (1822)
- Концерт для фортепіано з оркестром № 1 g-moll, op. 25 (1831)
- Концерт для фортепіано з оркестром № 2 d-moll, op. 40 (1837)
- Два концерти для двох фортепіано з оркестром (E-dur і As-dur) (1823—1824)
- Концерт для скрипки і фортепіано з оркестром D-dur (1823)

Камерні твори
- Сім струнних квартетів;
- Струнний октет;
- Дві сонати для скрипки і фортепіано;
- Дві сонати для віолончелі та фортепіано;
- Два фортепіанних тріо;
- Три фортепіанних квартету;
- Соната для альта і фортепіано

Твори для фортепіано
- Прелюдії і фуги
- Варіації
- Три сонати
- Етюди
- Капріччіо
- «Пісні без слів», вісім зошитів
- Рондо-каприччіозо

Твори для органу
- Прелюдія d-moll (1820)
- Анданте D-dur (1823)
- Пасакалія c-moll (1823)
- Три прелюдії і фуги, op. 37 (1836/37)
- Три фуги (1839)
- Прелюдія c-moll (1841)
- Шість сонат op. 65 (1844/45)
- Анданте з варіаціями D-dur (1844)
- Алегро B-dur (1844)

Вокальні та хорові твори
- «На крилах пісні»
- «Gruss»
- Шість пісень, op. 59 (1844)
- Ліс